# Mapa de Caracteres
O Programa Mapa de Caracteres é uma ferramenta presente nos sistemas operacionais Microsoft Windows que permite inserir símbolos e caracteres especiais e depois copiá-los para seus documentos. Para acessá-lo, pode-se acessar pelo menu Iniciar > Todos os Programas > Acessórios > Ferramentas do Sistema > Mapa de Caracteres. Ou, pode-se exibir o comando Executar, clicando e digitando charmap.exe sem aspas.